# ایگواتمی
ایگواتمی (به پرتغالی: Iguatemi) یک منطقهٔ مسکونی در برزیل است که در ماتوگروسو جنوبی واقع شده‌است. ایگواتمی ۲٬۹۴۷ کیلومتر مربع مساحت و ۱۶٬۱۷۶ نفر جمعیت دارد.